# Platino
Il platino è l'elemento chimico di numero atomico 78 e il suo simbolo è Pt.
È un metallo di transizione, malleabile, duttile (è il metallo più duttile dopo oro e argento) di colore bianco-grigio. Resiste alla corrosione e si trova sia allo stato nativo che in alcuni minerali di nichel e rame. Il platino è usato in gioielleria, nella realizzazione di attrezzi da laboratorio, contatti elettrici, elettrodi per candele d'accensione, termoresistenze (PT 25, PT 100, PT 1000, ecc...) e termocoppie (tipo S, B, R) per le misura di temperatura, odontoiatria e dispositivi antinquinamento delle automobili, per la realizzazione di catalizzatori per l'industria chimica e nell'industria cosmetica.

## Caratteristiche
Il platino puro si presenta simile all'argento; è duttile, malleabile e resistente alla corrosione. Come gli altri metalli della stessa famiglia, possiede notevoli capacità catalitiche. La sua resistenza alla corrosione e all'ossidazione lo rende adatto per produzioni di gioielleria.
Altri suoi tratti distintivi sono la resistenza alla corrosione chimica, buone proprietà reologiche alle alte temperature e proprietà elettriche stabili. Tutte queste proprietà sono state sfruttate per applicazioni industriali. Il platino non si ossida all'aria nemmeno ad alta temperatura, può però venire corroso dai cianuri, dagli alogeni, dallo zolfo e dagli alcali caustici. Non si scioglie nell'acido cloridrico né nell'acido nitrico, ma si scioglie nella loro miscela nota come acqua regia trasformandosi in acido cloroplatinico. I suoi stati di ossidazione più comuni sono +2, +3 e +4.
Per queste caratteristiche peculiari, il platino è considerato uno dei migliori conduttori elettrici ed è utilizzato anche nella produzione di connettori per cavi HDMI.

## Produzione
Il platino si trova nella sabbia mescolato con l'oro e con altri metalli preziosi, quindi per poterlo ricavare occorre procedere nel seguente modo:
- Attraverso una serie di lavaggi si elimina la sabbia e si suddividono i vari metalli.
- Il ricavato, chiamato platino minerale, viene attaccato con acido citrico per separarlo dal ferro e dal rame.
- La soluzione viene poi filtrata e il residuo solido trattato con acqua regia, la quale scioglie il platino, l'iridio e il palladio sotto forma di cloruri.
- Viene poi aggiunto cloruro di ammonio, che fa precipitare il platino allo stato di cloroplatino di ammonio.
- Questa miscela viene poi calcinata ottenendo una massa spugnosa ("spugna di platino").
- La massa spugnosa viene poi fusa in un crogiolo di cenere; a questo punto si ottiene una lega chiamata platiniridio.
- Il platino puro viene ottenuto dopo la trasformazione della lega di platiniridio in una miscela di nitrocomposti complessi solubili, che per precipitazione forma il cloro platinato di ammonio.

## Storia
Il suo nome deriva dallo spagnolo platina, diminutivo di plata, argento; in realtà gli spagnoli disdegnavano il platino, erano alla ricerca dell'argento che già conoscevano e stimavano ed il diminutivo era visto in senso dispregiativo, si potrebbe tradurre come "argentaccio".
Il platino nativo e le sue leghe naturali sono note da lungo tempo. Il metallo era noto e usato dalle popolazioni precolombiane del Sudamerica e la prima menzione in documenti europei è del 1557, ad opera dell'umanista italiano Giulio Cesare Scaligero (1484-1558) che lo descrive come un misterioso metallo trovato nelle miniere del Darién (Panama) e del Messico «…finora impossibile da fondere secondo i metodi noti agli spagnoli».
La scoperta del platino è attribuita all'astronomo Antonio de Ulloa e a Don Jorge Juan y Santacilia, entrambi incaricati dal re Filippo V di Spagna di unirsi ad una spedizione in Perù che durò dal 1735 al 1745. Tra le altre cose, Ulloa osservò la platina del pinto, un metallo non lavorabile rinvenuto insieme all'oro in Nueva Granada, l'attuale Colombia. I corsari britannici intercettarono la nave di Ulloa durante il ritorno in Europa. Benché egli fosse trattato bene in Inghilterra, dove divenne anche un membro della Royal Society, gli fu impedito di pubblicare notizie riguardo al metallo sconosciuto fino al 1748. Prima che questo succedesse, nel 1741 Charles Wood isolò indipendentemente l'elemento reclamandone la scoperta.
Il simbolo alchemico del platino è ottenuto per unione dei simboli dell'oro e dell'argento.
In tempi relativamente recenti il platino era considerato più prezioso dell'oro. Il suo prezzo è legato all'offerta di mercato ed alla sua disponibilità.
Il modello standard di riferimento per il metro è stato per lungo tempo la distanza tra due tacche su una barra di lega platino-iridio, conservata presso il Bureau International des Poids et Mesures di Sèvres, in Francia. Un cilindro della stessa lega è stato lo standard di riferimento per il chilogrammo fino al 2019.
Il platino è usato anche per la definizione dell'elettrodo standard a idrogeno.

## Disponibilità
Il platino si trova spesso allo stato nativo oppure in lega con l'iridio (platiniridio). I suoi minerali commercialmente più importanti sono la sperrylite (arseniuro di platino, PtAs2) e la cooperite (solfuro di platino, PtS).
Spesso è accompagnato da altri metalli ad esso simili e si trova principalmente nei depositi alluvionali dei fiumi della Colombia, dell'Ontario, dei monti Urali ed in alcuni degli Stati Uniti occidentali.
Industrialmente, il platino è un sottoprodotto della lavorazione dei minerali di nichel. Benché il tenore di platino sia mediamente di due parti per milione, le grandi quantità di minerale lavorato rendono l'estrazione del platino conveniente.
| Nazione               | tonnellate | % del totale |
| --------------------- | ---------- | ------------ |
| Sudafrica             | 139        | 72,4         |
| Russia                | 26         | 13,5         |
| Canada                | 10         | 5,2          |
| Zimbabwe              | 9,4        | 4,9          |
| Stati Uniti d'America | 3,7        | 1,9          |
| Totale dei 5 paesi    | 188,0      | 98,0         |
| Totale mondiale       | 192,0      | 100,0        |

Dati del 2011, metallo contenuto nei minerali e nei concentrati.

## Isotopi
Il platino in natura è una miscela di cinque isotopi stabili e di uno radioattivo, 190Pt, la cui emivita è lunghissima: circa 650 miliardi di anni. Si tratta di uno degli isotopi che avendo emivita confrontabile o superiore a un miliardo di anni (il sistema solare risale a circa 4 miliardi di anni fa) sono ancora presenti, con relativa abbondanza, sulla crosta terrestre.
Il platino presenta anche vari isotopi artificiali, tutti radioattivi, di cui il più stabile è il 193Pt, con un'emivita di 50 anni.

## Precauzioni
Il platino metallico non è generalmente causa di problemi, data la sua inerzia chimica. I suoi composti, come per il rodio, sono tuttavia da considerarsi altamente tossici.
I composti del platino sono piuttosto rari in natura.
Alcuni composti del platino, ad esempio il cisplatino, sono ampiamente utilizzati come farmaci antitumorali.